# LA・ジャイアント
LA・ジャイアント（LA Giant、1979年2月4日 - ）は、アメリカ合衆国の男性プロレスラー、総合格闘家。カリフォルニア州ロサンゼルス出身。LAボクシングジム所属。

## 来歴
元々は日本のプロレス団体であるZERO-ONEを主戦場にしていたプロレスラーであったが、2004年2月1日のPRIDE.27で総合格闘技デビューを果たした。しかし、セルゲイ・ハリトーノフに腕ひしぎ十字固めで一本負け。その後、アメリカ国内の小規模団体に参戦し2勝した。

## 人物・エピソード
- ネオナチの象徴である古代ゲルマンの「ケルト十字」と「ルーン文字」をあしらったタトゥーを右腕に彫っている[1][2]。

## 戦績
| 総合格闘技 戦績 | 総合格闘技 戦績 | 総合格闘技 戦績 | 総合格闘技 戦績 | 総合格闘技 戦績 | 総合格闘技 戦績 | 総合格闘技 戦績 |
| --------------- | --------------- | --------------- | --------------- | --------------- | --------------- | --------------- |
| 3 試合          | (T)KO           | 一本            | 判定            | その他          | 引き分け        | 無効試合        |
| 2 勝            | 1               | 1               | 0               | 0               | 0               | 0               |
| 1 敗            | 0               | 1               | 0               | 0               | 0               | 0               |

| 勝敗 | 対戦相手                   | 試合結果                 | 大会名                    | 開催年月日    |
| ○    | マーカス・"XL"・ロイスター | 1R2:26 TKO（パンチ連打） | Venom: First Strike       | 2004年9月18日 |
| ○    | レズ・ドウグ               | 2R チョークスリーパー    | Total Combat 4            | 2004年7月25日 |
| ×    | セルゲイ・ハリトーノフ     | 1R 1:28 腕ひしぎ十字固め | PRIDE.27 TRIUMPHAL RETURN | 2004年2月1日  |